# 少女漫画
少女漫画（日语：／ shōjo manga）是女性漫畫的子分類，读者主要为未成年（一般为小學至中學）女性（即少女）的漫画，大多刊登在少女雜誌上。不过实际上成年女性和未成年/成年男性也常阅读此类漫画。且少年漫畫及少女漫畫被稱為兒童漫畫。
少女漫画包括很多不同类型及其叙事风格,从时代剧到科幻小说，且经常关注浪漫关系或情感，其中的敘事強調情感關係，強調氛圍和內心感受的表現手法更是日本獨特的漫畫類型。雖然少女漫畫傳統上是指以12至18岁的少女为主要讀者對象的漫画，實際上在作者和連載的雜誌增加之後，亦有偏兒童向及淑女向的作品。
历史上在日本海外也曾有过主要面向海外女性/少女的漫画的，但是作为面向少女的出版领域却中途消失(如1970年的法国)。進入20世纪，日本在此領域得到巨大发展。

## 概要
少女漫畫起源於日本。關於少女漫畫的定義，日本學者石田佐惠子曾指出，辨別少女漫畫與否的基準有四種：
一、刊登在少女誌上及其單行本的作品。
二、被視為「少女漫畫」作者的作品。
三、讀者為「少女」的作品。
四、在登場人物、主題、文體等方面具有「少女漫畫」特徵的作品。

## 歷史
目前最早的少女漫畫可追溯至1935年倉金章介 的《どりちゃん バンザイ》 。雖然是少女漫畫，然而草創之初的1950至60年代，創作者卻以男性漫畫家為主，諸如：倉金章介、高橋真琴、手塚治虫等，而橫山光輝、千葉徹彌(即ちば てつや)、石之森章太郎、楳圖一雄、松本零士、鸟山明等，都有創作以少女讀者為對象的作品。戰後，手塚治虫的《緞帶騎士》首創故事漫畫式的少女漫畫。爾後水野英子開始確立以女性觀點創作少女向漫畫，她首創以戀愛為主題的少女漫畫，並興起華麗恢弘的歷史劇潮流，影響了1960年代大量女性投入漫畫創作，校園戀愛喜劇、熱血體育及薄命少女類題材蔚為大觀。1970年代初，萩尾望都、竹宮惠子等24年組的成員，為少女漫畫帶來更多元的風格，諸如科幻、哲學、少年愛等等，並且創造出了感受氛圍的繪法，形塑出了日本獨特的少女漫畫文法。2000年代少女漫畫在台灣被改編成電視劇後獲得相當大的熱潮，令少女漫畫電視劇成功回流日本，並引發日本、韓國、中國等國家的少女漫畫改編潮。有時電視劇還會早於動畫推出，如淘氣小親親被台灣改編成惡作劇之吻熱播後，日本本地才推出動畫版。整體而言，少女漫畫的重視角色間的關係變化，因此愛情關係通常是最主要的題材，例子包括《玻璃假面》、《王家的紋章》、《貧窮貴公子》、《同級生》等。
少女漫畫特點如下：
- 人物，服裝、表情細膩。
- 畫風大多華麗又優雅，但也有些是清新脫俗又簡潔易懂的畫風。
- 早期多是纯真而美好的故事内容。
- 強調人物的美形、纖瘦，去性徵化。但也有些會針對青春期的心理變化予以較為晦澀的劇情描寫。
- 構圖唯美，非定型、斜向分鏡为主，常用破格、碎格來表现出多元複雜的情绪。
- 善用網點表現情感氛圍。
- 常用內心獨白來表現角色的內在面。

- 讀者大多以女性為主
- 雖然漫畫家主要為女性，亦有着例外，例如日本少女漫畫家きたがわ翔（即喜多川翔，只限早期）、和田慎二、魔夜峰央及台灣少女漫畫家高永。

## 少女漫畫家

### 少女漫畫家列表
詳見少女漫畫家分類頁面

### 待建立條目者

#### 日本
- 有吉京子
- 緣川幸
- 白石由希
- 七島佳那
- 黑崎美乃利
- 櫻田雛
- 村田真優
- 南塔子
- 幸田桃子
- 渡邊鮎
- 桃森三好
- 星森雪最
- 前田理想
- 水澤惠
- 松本香織
- 優木那智
- 三森山香
- 椎葉奈那
- 花田祐実
- 高木成美
- 森江慧
- 藍川沙季
- 谷地惠美子
- 南波敦子（日语：南波あつこ）
- 七路眺
- 熊岡冬夕
- 七島佳那
- 青山春野
- 斉藤倫
- 星谷かおり
- 藤方真由
- 慎本真
- 中川勝海
- 夢野允
- 英洋子（日语：英洋子）
- 野村亞希子（日语：野村あきこ）
- 原智惠子（日语：原ちえこ）
- 能登山圭子（日语：能登山けいこ）

#### 中華民國
- 飄緹亞
- 灰野都
- 曉君
- 致怡+zei+
- kowei
- 天堂果凍
- 廣下嘉
- 米米
- 張季雅
- 俞佳燕
- 米拉
- GRACE
- 吳柔萱
- 彼依恩
- 珞櫻
- 米奧
- 晴天雨
- 語弓晴
- 望月空
- 日野瑔
- 林書玉
- 三月兔

#### 
- 金蓮珠

## 少女漫畫獎項
- 講談社漫畫賞少女部門賞（1977年設立）
- 小學館漫畫賞少女向部門賞（1983年設立）

## 少女漫畫雜誌
日本
- Nakayoshi
- Ribon
- Ciao
- 花與夢
- LaLa

 香港

Comic Fans
 中華民國
- 尖端
  - 夢夢少女漫畫月刊

- Wink